# Villaggi Schisina
Les Villaggi Schisina sont sept petits villages construits en 1950 par la Région sicilienne le long de la route nationale Sella Mandrazzi 185, constituant la seule frazione de Francavilla di Sicilia (province de Messine), afin d’offrir un logement aux paysans travaillant dans les terres environnantes faisant partie d'anciens domaines. Les localités sont nommées Schisina, Borgo San Giovanni, Bucceri-Monastero, Pietra Pizzuta, Malfìtana, Piano Torre, Morfia et sont actuellement à l'abandon.

## Histoire
Fin 1950, l'Assemblée régionale sicilienne adopte une réforme agraire régionale et crée l'Ente per la Riforma Agraria in Sicilia (agence pour la réforme agraire en Sicile, ERAS). L'objectif était d'exproprier et d'attribuer les anciens domaines aux paysans, qui pouvaient racheter la terre avec un loyer subventionné et différé. De plus, ils auraient pu obtenir des fonds régionaux.
Des avantages étaient accordés aux propriétaires offrant volontairement leur terrain à la vente. La comtesse Maria Maiorca Mortillaro céda 748 hectares de son fief entre Novara di Sicilia et Francavilla di Sicilia au prix de 22 800 000 lires de l'époque.
Les travaux furent confiés et exécutés par l'entreprise de construction de l'ingénieur Rosario Arcovito de Messine, pour un coût d'un peu moins d'un milliard de lires. L'organisation des sept villages était structurée comme suit : Borgo Schisina était le village central, le plus gracieux et le centre administratif de toute l'organisation montagnarde, dont l'église, le presbytère, l'école où les enseignants logeaient, la crèche et la caserne des carabiniers. Les autres, en revanche, étaient des micro-communautés constituées de mini-maisons construites en briques sur les différentes hauteurs du terrain. Leurs noms : Borgo San Giovanni, Bucceri-Monastero, Pietra Pizzuta, Malfìtana, Piano Torre, Morfia. Au total, 164 maisons ont été construites, attribuées par tirage au sort, avec un terrain attenant variant entre deux et six hectares.
Mais peu de temps après, 64 paysans refusèrent d'emblée l'attribution des terres, tandis que les 100 autres exprimèrent leur désaccord quant à s'installer sur place avec leurs familles. Par conséquent, les villages restèrent inhabités. Ces refus s'expliquent par le fait que, bien que les familles fussent sans propriété et très pauvres, les maisons attribuées ne se composaient que de deux pièces, c'est-à-dire d'une cuisine de quatre mètres par quatre et d'une chambre de trois mètres et demi par trois, sans électricité, car à cette époque l'ENEL n'était pas encore implanté, et la SGES, société concessionnaire, n'avait pas l'intention d'électrifier les campagnes. Les maisons n'étaient pas non plus reliées à l'eau courante. À l'intérieur, il faisait chaud en été et froid en hiver, à cause du toit des maisons qui, à 700 m d'altitude, était construit en terrasse[pas clair]. En cas de pluie, les maisons étaient inondées, car leur sol était au même niveau que l'extérieur. Enfin, l'écurie et la grange étaient petites et rencontraient les mêmes problèmes que les maisons. Les terres attribuées, n'ayant toujours été utilisées que pour le pâturage, nécessitaient des travaux de remise en culture, hors de portée économique et technique des paysans. En plus de tout cela, ces terres se trouvaient au milieu de pâturages laissés aux mains des anciens propriétaires, dont les troupeaux traversaient les concessions agricoles en les endommageant. 
Après une dizaine d'années, en 1960, seules quelques maisons furent occasionnellement habitées pendant la saison des travaux agricoles. Sur les 164 logements, 2 étaient habités à Malfitana, 4 à Borgo San Giovanni et 9 à Piano Torre. Les autres demeuraient inoccupées.
Au fil des ans, ces maisons ont été abandonnées, les villages passant au patrimoine de la municipalité de Francavilla di Sicilia, qui jusqu'à présent n'a pas trouvé la possibilité de leur réutilisation.

## Galerie d'images

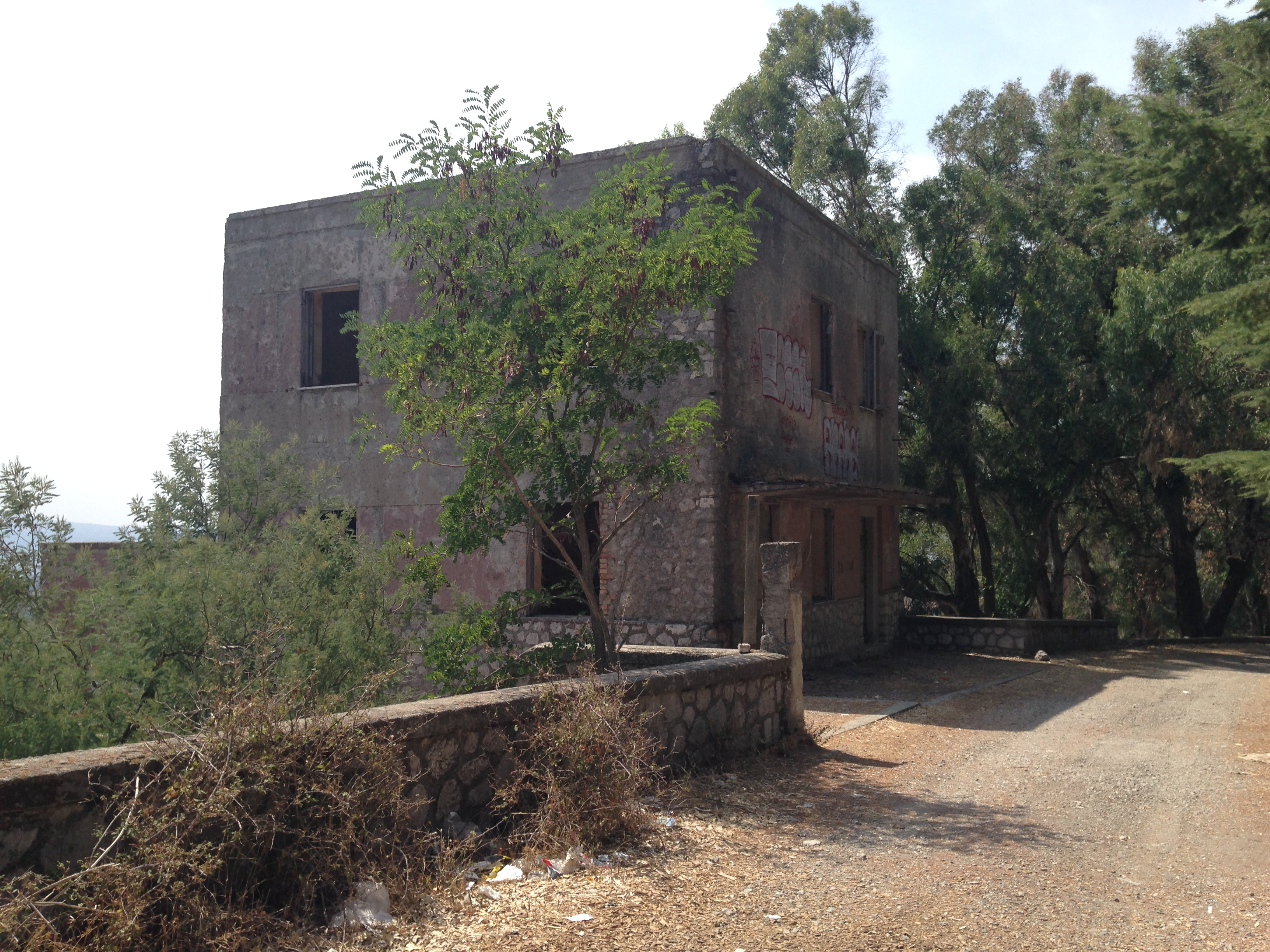
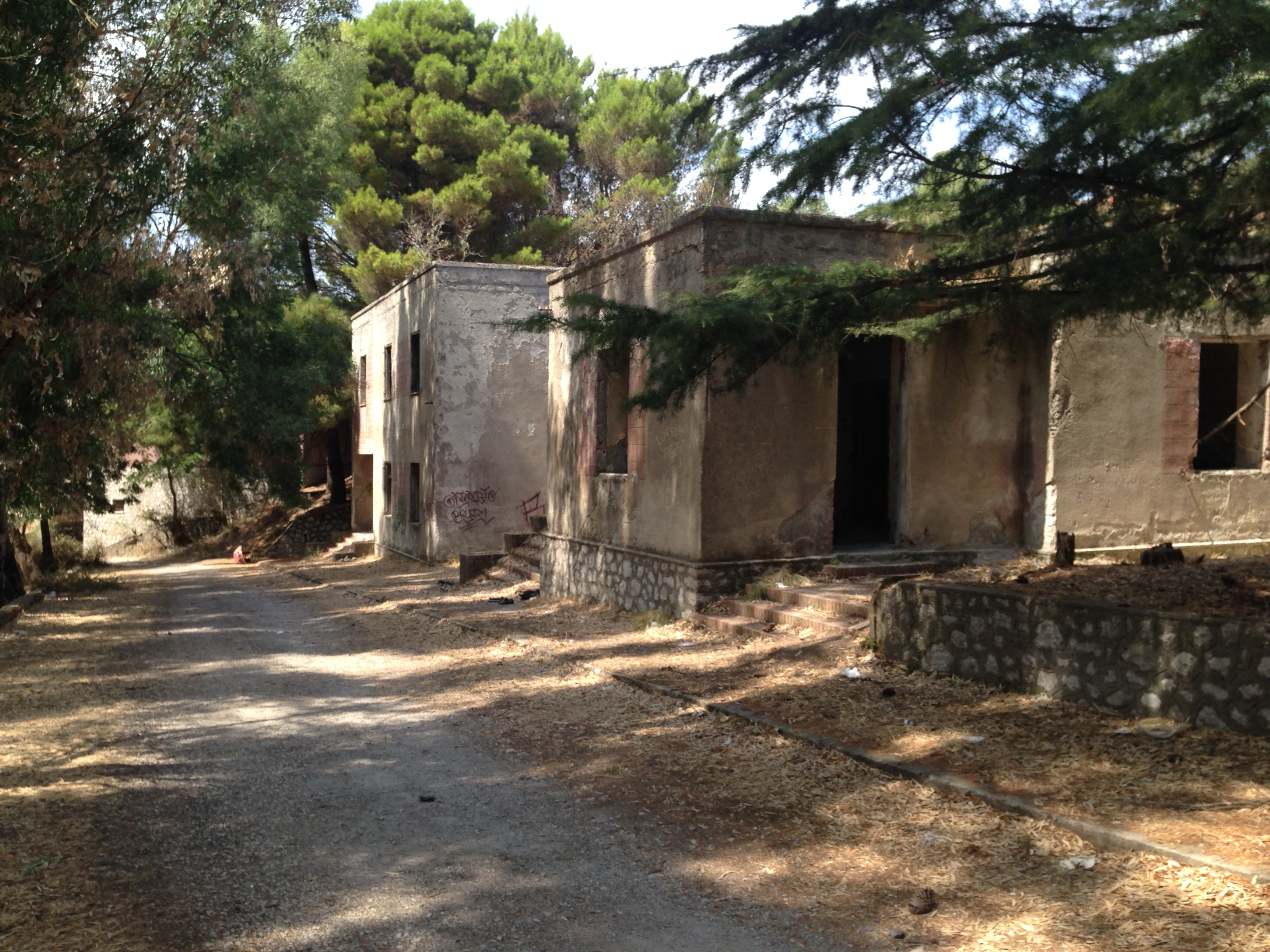
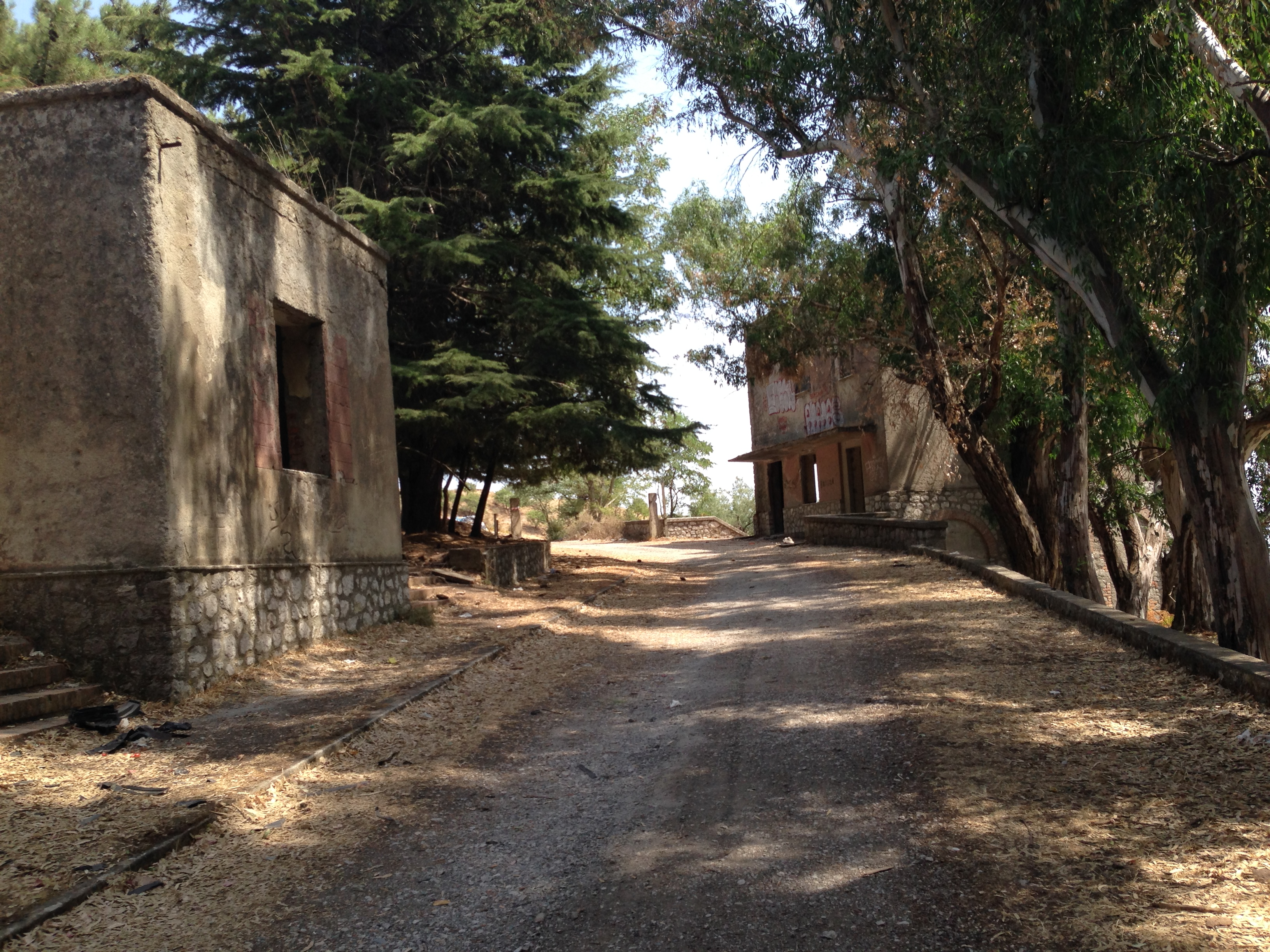
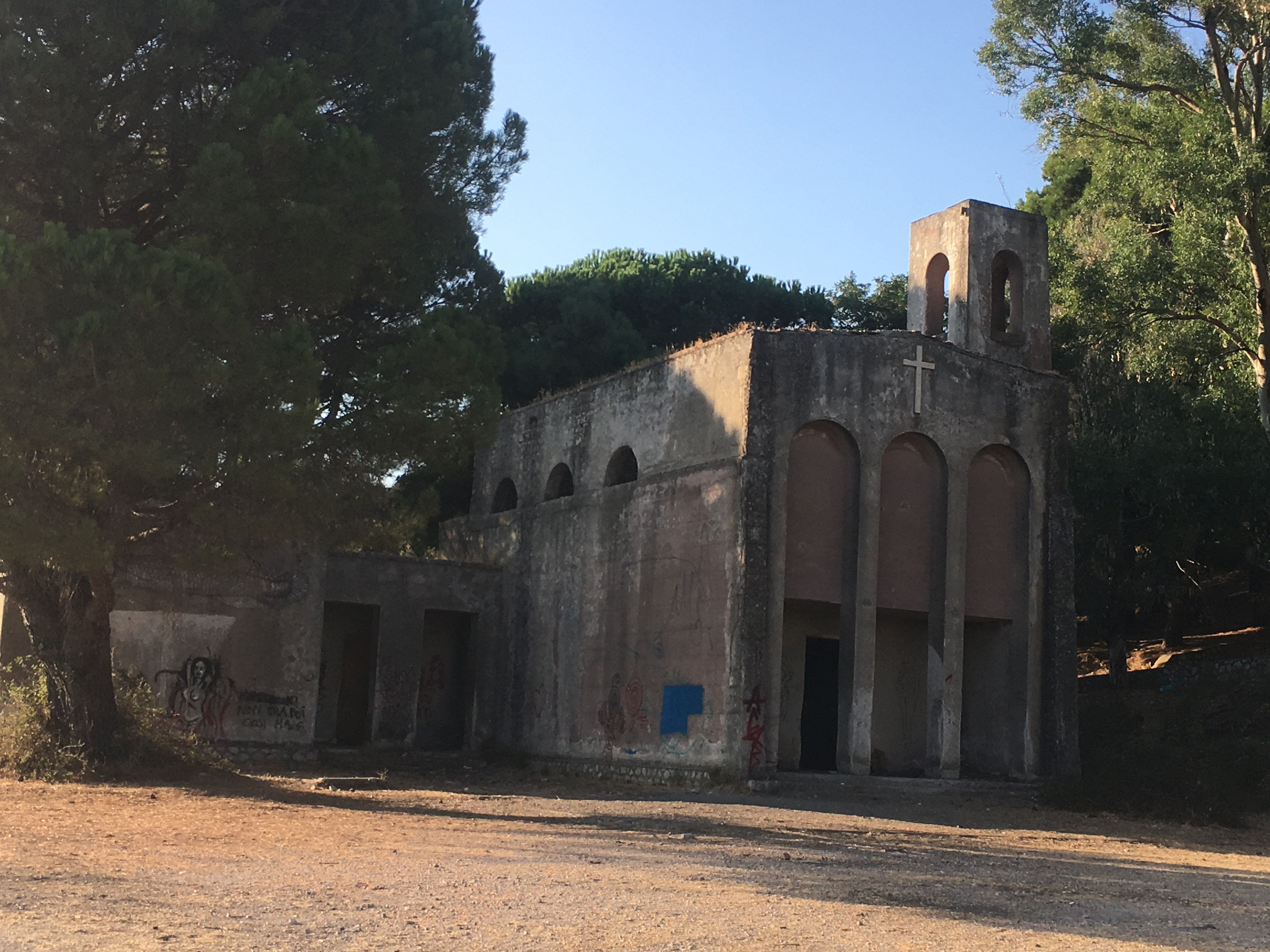
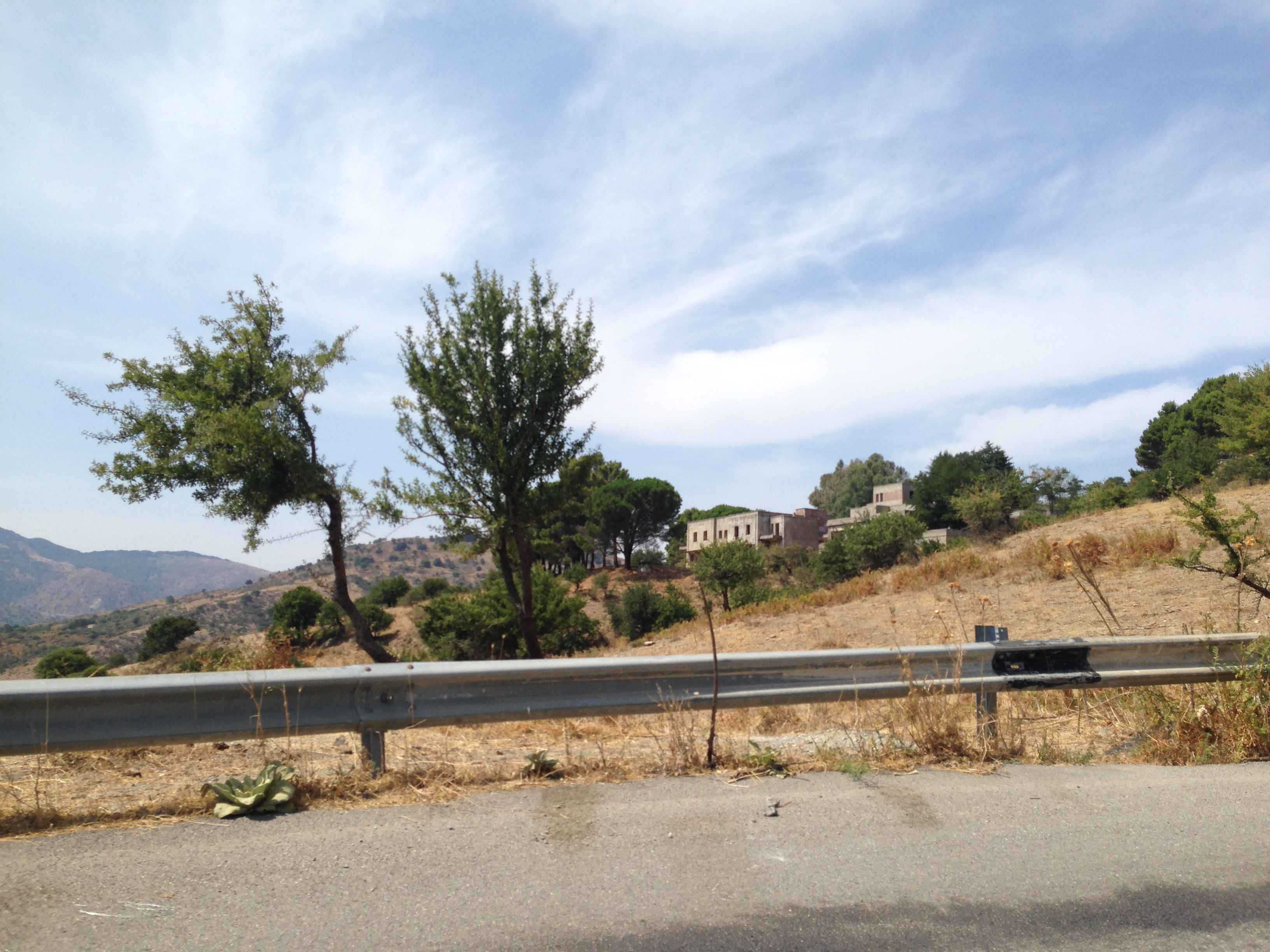